# Hydroptila fuentaldeala
Hydroptila fuentaldeala är en nattsländeart som beskrevs av Schmid 1952. Hydroptila fuentaldeala ingår i släktet Hydroptila och familjen smånattsländor. Inga underarter finns listade i Catalogue of Life.